# Valparaíso (canción)
Valparaíso es el segundo tema del disco Tiempo de vivir, del cantautor Osvaldo Gitano Rodríguez.  Compuesta en 1969 y publicada en 1972, es uno de los temas más afamados relacionados con la ciudad portuaria homónima, junto con la joya del Pacífico.
La canción aparece en todos los álbumes de Rodríguez. Además de su aparición debut, abre el disco Les oiseaux sans mer (1976) y está incluida en Osvaldo Rodríguez en vivo (1989). Ha sido versionado por diversos artistas, incluyendo a Los Jaivas y Congreso.

## Historia
Osvaldo Rodríguez compuso la letra y música de Valparaíso fruto de sus encuentros colaborativos con los profesores porteños Nelson Osorio y Jorge Osorio, sobre la base de un poema de autoría del gitano. El poeta brasileño Thiago de Mello, por entonces exiliado en Chile, escuchó la versión preliminar, e hizo sugerencias para el arreglo musical.
La canción fue estrenada en público en 1969, durante una velada artística en el salón del Instituto Pedagógico de la Universidad de Chile, en Playa Ancha. En 1972 fue grabada como parte del disco Tiempo de vivir.

## Análisis
La canción contiene un relato personal de primera mano de Valparaíso, desde una visión de clase, de alguien no fue pobre pero que siempre temió a la pobreza. A diferencia de otros temas populares sobre la ciudad, como es el caso de la joya del Pacífico,  la canción del gitano esta marcada por el conflicto social y político de su tiempo, y sin ser explícitamente crítico de la ciudad, muestra su pobreza sin matizarla.